# An-Sophie Mestach
An-Sophie Mestach (Gante, 7 de marzo de 1994) es una exjugadora de tenis y jugadora de pádel belga.
Mestach ha ganado seis sencillos y un título de dobles en el ITF gira en su carrera. Su mejor clasificación en la WTA fue la número 100 del mundo, que llegó el 24 de noviembre de 2014. En dobles alcanzó número 413 del mundo, que llegó el 17 de noviembre de 2014.
Mestach ganó los eventos juveniles del Abierto de Australia 2011 en sencillos y dobles. Después de sus victorias en Melbourne, se convirtió en el número 1 juvenil en el ranking mundial. También ganó dos de grado A y tres de grado 1 torneos en sencillos en el circuito junior.
Desde 2021 juega profesionalmente al pádel ingresando en el World Padel Tour y disputando el Campeonato Mundial de Pádel de 2021 y el Campeonato Mundial de Pádel de 2022.

## Títulos WTA (2; 0+2)

### Dobles (2)
| Leyenda                    |
| -------------------------- |
| Grand Slam (0)             |
| Juegos Olímpicos (0)       |
| WTA Tour Championships (0) |
| Premier Mandatory (0)      |
| Premier 5 (0)              |
| Premier (0)                |
| International (2)          |

| N.º | Fecha                    | Torneos  | Superficie | Pareja             | Oponentes                      | Resultado         |
| --- | ------------------------ | -------- | ---------- | ------------------ | ------------------------------ | ----------------- |
| 1.  | 20 de septiembre de 2015 | Quebec   | Dura (i)   | Barbora Krejčíková | María Irigoyen Paula Kania     | 4-6, 6-3, [12-10] |
| 2.  | 9 de enero de 2016       | Auckland | Dura       | Elise Mertens      | Danka Kovinić Barbora Strýcová | 2-6, 6-3, [10-5]  |

#### Finalista (1)
| N.º | Fecha                 | Torneos | Superficie | Pareja              | Oponentes                                      | Resultado       |
| --- | --------------------- | ------- | ---------- | ------------------- | ---------------------------------------------- | --------------- |
| 1.  | 15 de febrero de 2015 | Amberes | Dura (i)   | Alison Van Uytvanck | Anabel Medina Garrigues Arantxa Parra Santonja | 4-6, 6-3 [5-10] |

## ITF

### Individual (6)
| Torneos de $100,000 |
| Torneos de $75,000  |
| Torneos de $50,000  |
| Torneos de $25,000  |
| Torneos de $15,000  |
| Torneos de $10,000  |

| N.º | Fecha                    | Torneo                  | Superficie | Oponentes              | Resultado     |
| --- | ------------------------ | ----------------------- | ---------- | ---------------------- | ------------- |
| 1.  | 17 de septiembre de 2012 | Antalya, Turquía        | Dura       | Yurina Koshino         | 6-3, 6-2      |
| 2.  | 29 de abril de 2013      | Gifu, Japón             | Dura       | Wang Qiang             | 1-6, 6-3, 6-0 |
| 3.  | 20 de enero de 2014      | Sunderland, Reino Unido | Dura (i)   | Viktorija Golubic      | 6-1, 6-4      |
| 4.  | 8 de septiembre de 2014  | Batumi, Georgia         | Dura       | Olga Ianchuk           | 6-2, 6-0      |
| 5.  | 6 de octubre de 2014     | Monterrey, México       | Dura       | Lourdes Domínguez Lino | 6-3, 7-5      |
| 6.  | 17 de noviembre de 2014  | Toyota, Japón           | Carpet (i) | Shuko Aoyama           | 6-1, 6-1      |

#### Dobles (1)
| Torneos de $100,000 |
| Torneos de $75,000  |
| Torneos de $50,000  |
| Torneos de $25,000  |
| Torneos de $15,000  |
| Torneos de $10,000  |